# DTD1
DTD1 (англ. D-tyrosyl-tRNA deacylase 1) – білок, який кодується однойменним геном, розташованим у людей на короткому плечі 20-ї хромосоми. Довжина поліпептидного ланцюга білка становить 209 амінокислот, а молекулярна маса — 23 424.
| 10         |  | 20         |  | 30         |  | 40         |  | 50         |
| ---------- |  | ---------- |  | ---------- |  | ---------- |  | ---------- |
| MKAVVQRVTR |  | ASVTVGGEQI |  | SAIGRGICVL |  | LGISLEDTQK |  | ELEHMVRKIL |
| NLRVFEDESG |  | KHWSKSVMDK |  | QYEILCVSQF |  | TLQCVLKGNK |  | PDFHLAMPTE |
| QAEGFYNSFL |  | EQLRKTYRPE |  | LIKDGKFGAY |  | MQVHIQNDGP |  | VTIELESPAP |
| GTATSDPKQL |  | SKLEKQQQRK |  | EKTRAKGPSE |  | SSKERNTPRK |  | EDRSASSGAE |
| GDVSSEREP  |  |            |  |            |  |            |  |            |

A: Аланін

C: Цистеїн

D: Аспарагінова кислота

E: Глутамінова кислота

F: Фенілаланін

G: Гліцин

H: Гістидин

I: Ізолейцин

K: Лізин

L: Лейцин

M: Метіонін

N: Аспарагін

P: Пролін

Q: Глутамін

R: Аргінін

S: Серин

T: Треонін

V: Валін

W: Триптофан

Кодований геном білок за функціями належить до гідролаз, фосфопротеїнів. 
Задіяний у такому біологічному процесі, як реплікація ДНК. 
Білок має сайт для зв'язування з іонами металів, ДНК. 
Локалізований у цитоплазмі, ядрі.